# NullDC
NullDC es un emulador freeware (gratuito) de la Sega Dreamcast y Sega Naomi para las plataformas x86. El emulador fue desarrollado por drkllRaziel (creador) y Zezu, teniendo este último bastante reputación en el mundo de la emulación de Dreamcast en un proyecto anterior, el Icarus, y además ayudó en cierta medida al proyecto Chankast. Pasó a ser el tercer emulador de Dreamcast en hacer funcionar juegos comerciales y es considerado como unos de los más eficientes en su campo. Actualmente el desarrollo del emulador ha dado por "cerrado" de parte de uno de sus desarrolladores, y la continuación del proyecto sigue en dispositivos del sistema Android bajo el nombre de Reicast.

## Historia

### Desarrollo
El trabajo de emulación inicio en el año 2003, en aquel momento, drkllRaziel se encontraba trabajando con un emulador (en programación) capaz de ejecutar juegos o demos caseros para la consola, el avance significativo daría paso a partir de la colaboración con el desarrollador ZeZu en 2005, este mismo proporcionó un plugin capaz de renderizar los gráficos en 3D y otras funciones primordiales.
Las primeras informaciones sobre el emulador salieron a partir de 17 de febrero de 2006, en foros del portal ngemu.com, mismo portal de noticias sobre emulación que se convirtió en web oficial para las publicaciones de nuevas versiones. En los primeros hilos sobre el emulador se comentaba que:
- Ya funciona la bios y algunos juegos empiezan a mostrar resultados.
- En su primera versión no será de código abierto, no descartando la liberación del código posteriormente.
- Puede funcionar a 50 / 60 Hz.
- Se comenta que tiene un gran debugger de SH4 y ARM7 que ayudaría a los desarrolladores a mejorar sus trabajos o proyectos para la Dreamcast.
- Según algunas páginas se comenta que se podría ver en público en la feria MadriDC ( lo cual acabó negándose).
- Las aplicaciones KOS funcionan al 100% y con gran compatibilidad (después se negó que la velocidad fuera al 100%).
- No funciona el sonido (aunque se está trabajando en ello).

La segunda información salió el 25 de agosto, en una mensaje en el foro de ngemu, en el cual se mostraban ya imágenes del emulador funcionando con juegos como el Dead or Alive, Soul Fighter o Toy Commander (juegos que no funcionan en Chankast ). En esta noticia se pueden averiguar más detalles como:
- Se necesita un ordenador potente para conseguir que funcionen correctamente a full speed. Según se comentan, las imágenes se tomaron en un Athlon64 3000+ con una GeForce 6600.
- Al final, a pesar de lo que se comentó en otros posts, no va a ser de código abierto.
- Confirma la posibilidad de utilizar plugins de vídeo, audio, input y gdrom para que autores externos puedan contribuir al proyecto ( no se comenta nada sobre una compatibilidad con los plugins del Chankast).
- Se muestran ya imágenes debido a la gran evolución en la compatibilidad de los juegos.
- Se esperaba su salida a finales de 2006, todavía no tiene fecha su versión final.

Las más recientes noticias aparecidas se pueden ver en un foro en el cual ya se podían ver imágenes de varios juegos a una velocidad que rozaba los 60/30 fps según el juego (a falta de saber sobre que ordenador funcionan el emulador). Primer post con imágenes mientras que éstas son imágenes en otro foro. Más tarde, el 17 de marzo de 2007, se pudieron ver vídeos de algunos juegos (Head Hunter, Birra MX, Evolution 2 y Grandia 2 entre otros) en los cuales se podían ver la gran emulación gráfica del proyecto(aunque en algún juego como el HeadHunter el sonido no era del todo perfecto) rozando la perfección.

### Lanzamiento
A pesar del escepticismo, la primera beta del emulador fue publicada en el 1 de abril de 2007 (día conocido como April's Fools) demostrando a manera irónica que este proyecto no era vaporware. A pesar de ser la primera versión, el emulador salió con una gran compatibilidad (juegos como Jet Set Radio, Soulcalibur o Shenmue entre muchos otros) y un buen rendimiento. En cuanto al apartado sonoro y gráfico tiene una gran calidad aunque a veces se producen pequeños glitches. Comparado como la última versión del Chankast, nullDC tiene un mejor rendimiento y mejor calidad tanto sonora como gráfica.

### Versiones posteriores
Actualmente el emulador es un proyecto open source con licencia GNU GPL v3, la página principal se encuentra en http://code.google.com/p/nulldc/

## Emulación NAOMI
nullDC es uno de los primeros emuladores que soporta a la placa arcade NAOMI, desarrollada sobre la base de hardware de la Dreamcast.
Ésta noticia fue liberada por drkllraziel, en la página www.ngemu.com, sitio que vio nacer a nullDC.
Según se dice, sólo puede emular 2 juegos de la plataforma mencionada con anterioridad, debido al cifrado de las demás ROMs (la cual aún no es descifrada).
La versión nullDC 1.0.3 es la primera que emula placas NAOMI.

## Requerimientos del sistema
Al ser un emulador de una consola de sexta generación con múltiples funciones y periféricos, los requerimientos del emulador son amplios, pero a diferencia de otras consolas de la misma generación, el rendimiento de la emulación del sistema es muy aceptable, gracias al amplio soporte de parte de colaboradores y programadores externos. Debido a lo anterior, el uso del programa requiere paquete de librerías de programación Visual C++ y plugins del sistema (de tercera fuentes) para un correcto funcionamiento. Normalmente en equipos de PC de gama media producidos a finales de la década de los años 2000, el funcionamiento del emulador es suficientemente estable, sin recurrir a generar cambios o mejoras tanto en software como en hardware. El requisito más común del sistema es la siguiente:
- CPU: AMD Athlon XP / 64 / Turion a 2 GHz o Intel Pentium D 2,1 GHz o equivalente[n. 1][11]
- Tarjeta de vídeo: Nvidia GeForce 4 Ti o ATI Radeon 8500[n. 1][11]
- RAM: 1 GB[n. 1][11]
- Sistema operativo: Windows 2000 o Windows XP SP3 en adelante[n. 1]
- Librerías de Microsoft Visual C++ (solo en sistemas anteriores a Windows 10)[n. 1]
- Librerías multimedia de Microsoft Directx a partir de la versión 9.0c (solo en Windows XP y sistemas anteriores)[n. 1]